# Dead Boss
Dead Boss est une sitcom britannique diffusée sur BBC Three. Le premier épisode a été diffusé le 14 juin 2012. Pour le moment, une seule saison composée de 6 épisodes a été diffusée. Il n'y a pas eu d'annonce pour dire si cette série était annulée (ce qu'elle est probablement) ou continuée avec une deuxième saison.
Elle n'a pour le moment pas été diffusée dans les pays francophones.

## Résumé
Helen Stephens est condamnée à 12 ans de réclusion criminelle pour le meurtre de son patron. Mais elle est innocente et veut croire que son séjour en prison sera bref. Mais son entourage ne l'aide pas beaucoup : son avocat est incompétent, son petit ami est aux abonnés absents... On l'aidera finalement plus à l'intérieur de la prison qu'à l'extérieur...

## Écriture
Les deux auteurs, Sharon Horgan et Holly Walsh ont été réunis par Jo Caulfield, un humoriste de stand-up qui avait une émission sur Radio 4. Horgan et Walsh ont travaillé ensemble sur la série, Horgan comme actrice, et Walsh comme scénariste. Horgan a eu l'idée d'écrire une sitcom basée sur quelqu'un coincé en prison pour un crime qu'il n'avait pas commis puis elle a demandé à Walsh si elle voulait y travailler avec elle. Le processus, de la conception à la diffusion, a pris deux ans et demi.

## Distribution
- Sharon Horgan : Helen Stephens
- Jennifer Saunders : Directrice Margaret
- Bryony Hannah : Christine
- Geoffrey McGivern : Tony
- Tom Goodman-Hill : Tim
- Lizzie Roper : Top Dog
- Aisling Bea : Laura Stephens
- Amanda Lawrence : Mary
- Edward Hogg : Henry
- Ricky Champ : Frank
- Emma Pierson : Mrs Elaine Bridges
- Barnaby Kay : Justin
- Susan Calman : Fatty
- Ashley McGuire : Slasher
- Claire Prempeh : Yvonne
- Golda Rosheuvel : Lennie

## Épisodes
Épisode 1 (comme pour les autres épisodes, pas de nom connu), première diffusion le 14 juin 2012
Condamné à tort à une peine d'emprisonnement de 12 ans pour l'assassinat de son patron, Helen Stephens arrive à la prison Broadmarsh, convaincue que ce n'est qu'une question de temps avant que son innocence soit démontrée.Mais elle se fait prendre en grippe par plusieurs détenues.
Épisode 2, première diffusion le 14 juin 2012
La vie est devenue plus supportable pour Helen, mais la directrice de la prison annonce le quiz annuel de prison, où il y a à gagner plusieurs prix: une boîte de biscuits, une bouteille de revitalisant grande taille mais surtout cinq années de remise de peine pour le vainqueur. Helen est contrainte de participer à l'équipe de Top Dog, causant des ennuis à ses amis. 
Épisode 3, première diffusion le 21 juin 2012
Christine a été envoyée à l'Allemagne à l'occasion d'un échange entre prisons. Helen est chargée par le gouverneur de la prison de s'occuper de leur hôte allemand Gertrude Wermers ([[Anna Crilly]]). 
Épisode 4, première diffusion le 28 juin 2012
Frustrée par l'absence de progrès dans son appel, Helen prend les choses en main et décide d'étudier le droit. 
Épisode 5, première diffusion le 5 juillet 2012
La directrice de la prison annonce le concours annuel de chorale. Helen est certaine d'être chanteuse soliste, jusqu'à l'apparition surprise de Virna ([[Caroline Quentin]]). 
Épisode 6, première diffusion le 12 juillet 2012
Helen est déplacé dans l'aile D, au grand dam de Christine, où elle se lie avec la criminelle en col blanc Jo ([[Miranda Richardson]]).
La série semble être inachevée après l'épisode 6 de la série 1, car Helen n'est pas près d'être libérée et il reste beaucoup de sous-intrigues non résolues. Par exemple, son ex-fiancée ne lui a pas encore rendu visite en prison, ni expliqué sa disparition. Nous ne savons pas ce qui est arrivé à l'argent gagné à la loterie, ni pourquoi le patron d'Helen avait besoin d'un faux passeport, ni qui est le propriétaire du corps dans le casier de stockage que nous voyons dans les dernières secondes de l'épisode 6.